# Kelantan Darul Naim FC
Der Kelantan Darul Naim Football Club, bis 2023 als Kelantan United Football Club bekannt, ist ein Fußballverein aus Kota Bharu. Aktuell spielt die Fußballmannschaft in der höchsten Liga des Landes, der Malaysia Super League. Die Mannschaft ist auch unter dem Namen The Green Deers (Sang Kijang Hijau) bekannt.

## Erfolge
- Malaysia M3 League: 2019  ▲

## Stadion
Seine Heimspiele trägt der Verein im Sultan Muhammad IV Stadium in Kota Bharu in Kelantan aus. Das Stadion hat ein Fassungsvermögen von 22.000 Personen. (Koordinaten: 6° 7′ 26″ N, 102° 14′ 36″ O)

## Saisonplatzierung
| Saison  | Līga                    | Level | Platz         | FA Cup   |
| ------- | ----------------------- | ----- | ------------- | -------- |
| 2016    | Malaysia FAM League     | 3     | 8. (Gruppe B) |          |
| 2017    | Malaysia FAM League     | 3     | 5. (Gruppe A) | 2. Runde |
| 2018    | Malaysia FAM League     | 3     | 7. (Gruppe A) |          |
| 2019    | Malaysia M3 League      | 3     | 1. ▲          | 3. Runde |
| 2020    | Malaysia Premier League | 2     | 8.            |          |
| 2021    | Malaysia Premier League | 2     | 7.            |          |
| 2022    | Malaysia Premier League | 2     | 5. ▲          |          |
| 2023    | Malaysia Super League   | 1     | 12.           |          |
| 2024/25 | Malaysia Super League   | 1     | 13.           |          |

## Trainer
| Name                    | Zeit beim Kelantan Darul Naim FC | Zeit beim Kelantan Darul Naim FC |
| Name                    | von                              | bis                              |
| ----------------------- | -------------------------------- | -------------------------------- |
| Mahadi Yusof            | 2015                             | 2016                             |
| Abdullah Muhammad       | 2016                             |                                  |
| Mohd Azli Mahmood       | 2016                             |                                  |
| Kamarudin Muhamad       | 2017                             |                                  |
| Abdullah Muhammad       | 2019                             |                                  |
| Zahasmi Ismail          | 2019                             |                                  |
| Mohd Nazrulerwan Makmor | 1. Januar 2021                   | 31. Dezember 2021                |
| Akira Higashiyama       | 1. Januar 2021                   | 30. Juni 2021                    |
| Syamsul Saad            | 10. Januar 2022                  | 8. August 2022                   |
| Tomas Trucha            | 30. Dezember 2022                | 8. April 2023                    |
| Aílton Silva            | 15. Juni 2023                    | 21. November 2023                |
| Mohd Nazrulerwan Makmor | 22. November 2023                | 18. April 2024                   |
| Park Jae-hong           | 19. April 2024                   |                                  |

## Beste Torschützen
| Saison | Name                | Tore |
| ------ | ------------------- | ---- |
| 2017   | Raim Azmi           | 4    |
| 2018   | Masri Asyraf        | 5    |
| 2019   | Fakhrul Zaman       | 28   |
| 2020   | Gassama Alfussainey | 6    |
| 2021   | Gassama Alfussainey | 12   |
| 2022   | Jacob Njoku         | 10   |
| 2023   |                     |      |